# (38413) 1999 RY211
1999 RY211 (asteroide 38413) é um asteroide da cintura principal. Possui uma excentricidade de 0.14936280 e uma inclinação de 17.50840º.
Este asteroide foi descoberto no dia 8 de setembro de 1999 por LINEAR em Socorro.